# Forest Hills, Michigan
Forest Hills är en ort i Kent County i delstaten Michigan, USA.